# 代議院 (チリ)
代議院（だいぎいん、スペイン語: Cámara de Diputados de la República de Chile）は、チリ共和国の議会を構成する議院のひとつで、下院に相当する。
これは、各2名の議員を選出する60の選挙区から、直接普通選挙によって4年を任期として選出されるオノラブレ・ディプタド（スペイン語: Honorable Diputado, H.D. 高潔な議員）と呼ばれる120名の代議士で構成されている。議員は少なくとも21歳以上でなければならず、選挙で失格にならず、中等教育を修了した者でなければならず、選挙前少なくとも2年間は該当する選挙区に住んでいなければならない。
チリの議会選挙では、2015年に比例代表制を導入する改革法案が議会を通過するまで、ピノチェト反動独裁政権が制定した連立で出馬する候補者が優遇されるチリ独自の多数二名制投票によって代議士を選出していた。連立政党は、各選挙区にある2議席につき2名の候補者を選ぶことができた。一般的に、同一選挙区内の二大連合は自分たちの政党で各1議席を割り当てていた。勝利した連立政党は、主要な連立政党が第2位の連立を2対1以上の賛成票で凌駕する場合に限り、両議席を獲得する規定となっていた。